# 邁錫尼 (紐約州)
邁錫尼（英語：Mycenae）是位於美國紐約州奧農達加縣的非建制地區。

## 歷史
邁錫尼的郵局於1889年設立，其後於1903年停運。

## 地理
邁錫尼所處的海拔為高於海平面160米（即525英呎），而該地所採用的時區為UTC-5，即北美东部时区（EST）。同時該地設有夏令時間，為UTC-5調快一小時，即UTC-4（EDT）。